# Усердие
Усе́рдие — добродетель, характеризующаяся большим старанием или прилежанием. Повышенная степень усердия называется рвением.
В устаревшем значении слова также сердечное расположение, горячая преданность, приверженность к кому-либо, чему-либо, сердечное, заботливое отношение к человеку.
В России существуют многочисленные ведомственные награды «За усердие».
Усердие входит в семь добродетелей католицизма и в число прусских добродетелей.
В честь усердия назван астероид (389) Индустрия, открытый 8 марта 1894 года французским астрономом Огюстом Шарлуа в обсерватории Ниццы.